# Georgette Chen

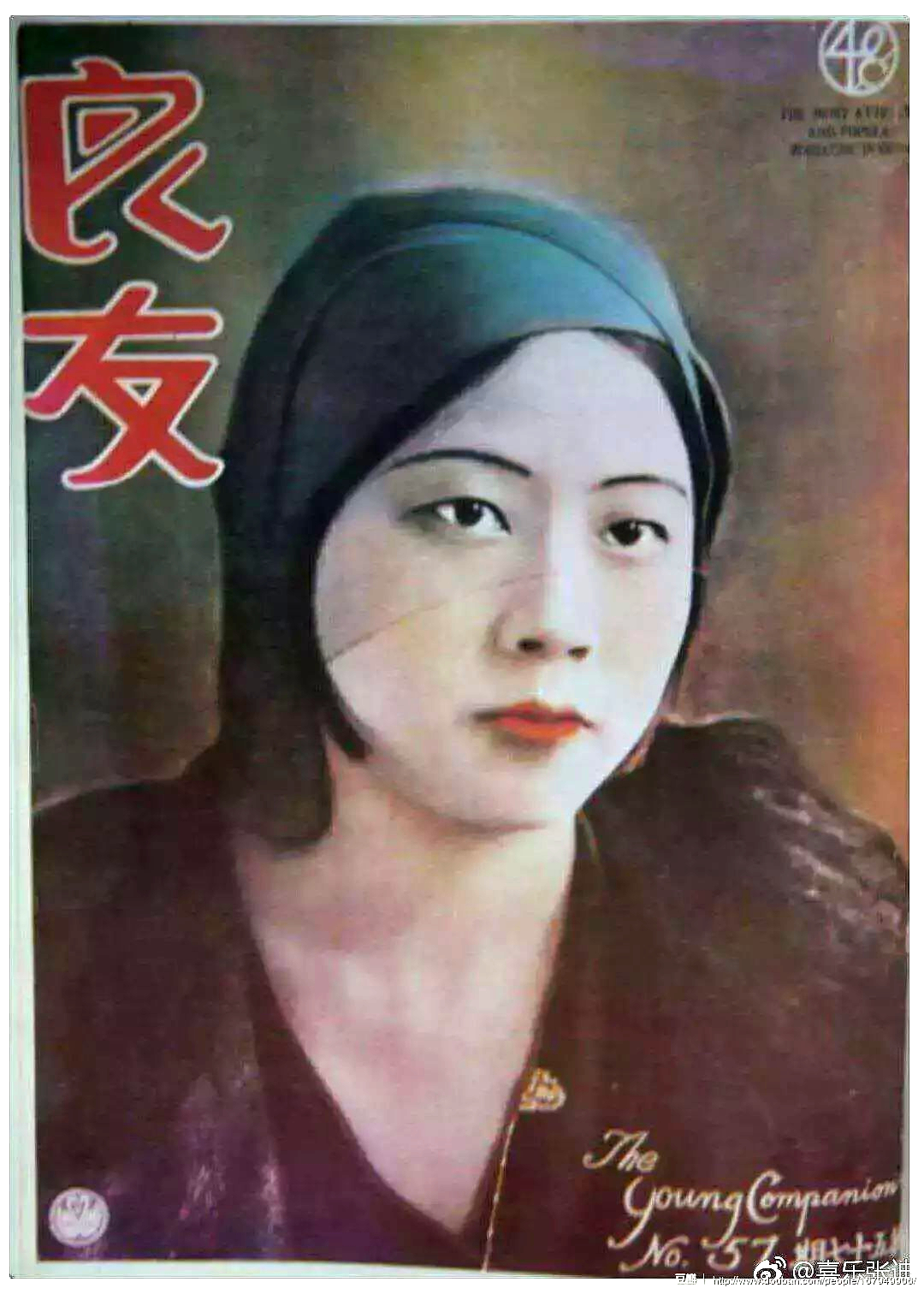
Georgette Chen am Cover von Liángyǒu, 1931

Georgette Liying Chendana Chen (Geburtsname: Chang Li Ying, chinesisch 張荔英, Pinyin Zhāng Lìyīng; 23. Oktober 1906 in Nanxun, Zhejiang – 15. März 1993 in Singapur) war eine ursprünglich chinesische Malerin, die in den Zwischenkriegsjahren zur École de Paris zählte und in den Nachkriegsjahren zur Nanyang Gruppe in Singapur.

## Lebensweg
Chen entstammt einer privilegierten chinesischen Familie, ihr Vater war Antiquitätenhändler. Sie wuchs abwechselnd in China und in Frankreich auf. Die High School absolvierte sie in New York. Obwohl es im Elternhaus Bedenken gegen die Berufsentscheidung gab, wurden ihre Studien finanziert. Ersten Unterricht in der Malerei erhielt sie in Shanghai bei dem russischen Künstler Victor Podgursky (1893–1969), in New York besuchte sie die Art Students League. Von 1927 bis 1930 lebte sie wieder in Paris. Sie studierte an der Académie Colarossi und an der Académie Biloul. In Paris lernte sie den Juristen und Politiker Eugene Chen kennen und heiratete ihn 1930. Im selben Jahr wurden zwei ihrer Gemälde vom Salon d’Automne angenommen, ihr künstlerischer Durchbruch. In den Folgejahren lebte sie zwar weitgehend mit ihrem Ehemann in China, konnte trotzdem zwölf Werke in verschiedenen Pariser Salons ausstellen. 1936 hatte sie ihre erste Einzelausstellung, 1937 war sie die einzige aus China stammende Künstlerin bei der großen Frauenausstellung im Jeu de Paume. Ebenfalls 1937 waren ihre Werke bei der Pariser Weltausstellung zu sehen.
Während der Kriegsjahre befand sie sich durchgehend in Hongkong bzw. Shanghai. Sie widmete sich in diesen Jahren überwiegend der Stillleben und  Porträts ihres Ehemannes. 1944 starb ihr Ehemann in Shanghai. In den folgenden Jahren reiste sie durch China, es entstanden Ansichten von Suzhou, Beijing und Ningbo. 1946 war sie wiederum in Paris, 1949 zur Ausstellungseröffnung in New York. Danach kehrte sie endgültig nach Asien zurück. 1951 wählte sie als Wohnsitz vorerst die malaysische Stadt Penang, ab 1953 lebte sie ständig in Singapur. Wiederum malte sie Landschaften, Stadtansichten und Stillleben, fallweise auch Gruppenporträts. Sie unterrichtete von 1954 bis 1980 an der Nanyang Academy of Fine Arts, gegründet 1938 von Lim Hak Tai (1893–1963). Diese Malschule verknüpfte westliche Techniken mit östlichen Sujets. 1966 nahm sie die Staatsbürgerschaft von Singapur an.
Ihr Leben sei geprägt worden von zwei chinesischen Revolutionen und zwei Weltkriegen, so resümierte sie später.
Postum fand die Lebensgeschichte der Künstlerin Eingang in die Populärkultur: 2007 wurde das Musical Georgette des Dramatikers Ng Yi-Sheng uraufgeführt. 2014 erschienen Cartoons von Sonny Liew über ihr Leben. 2015 wurde ein dreiteiliges Dokudrama mit der Schauspielerin Rui En in der Hauptrolle fertiggestellt und auf den Kanälen NewsAsia und MediaCorp ausgestrahlt. 2020 wurde der Künstlerin in Singapur eine Retrospektive gewidmet und 2024 waren ihre Arbeiten erstmals auf der Biennale di Venezia zu sehen.

## Œuvre
Schwerpunkte ihrer Arbeit waren Porträts, Stillleben und Landschaften, auch Stadtansichten und Szenebilder. Sie malte eine Vielzahl an Blumen – Lotus, Iris, Lilien und Orchideen. Neben Öl auf Leinwand beherrschte sie auch die Technik der Kohlezeichnung, Pastell- und Wasserfarben. Sie signierte stets mit vier Blockbuchstaben: CHEN.
In ihrer ersten Einzelausstellung zeigte sie Gemälde einer Reise in die Provence, die sie gemeinsam mit ihrem früheren Lehrer Charles Picart Le Doux (1881–1959) unternommen hatte. Zu sehen war auch Femme Nue, ein weiblicher Akt aus dem Jahre 1932, ein Unikat. Weitere Aktgemälde sind nicht bekannt.
Es gibt eine Reihe von Selbstporträts, die ersten beiden – aus den Jahren 1934 und 1946 – streng in der Komposition und im Blick, das Haar glatt nach hinten. In beiden Fällen trägt sie schwarz. Beide Gemälde, beide im Halbprofil nach links, Blick nach rechts, gelten als besonders gelungen – „mit sanftem Strich und reicher Graduierung“. Beide Gemälde finden sich heute in der National Gallery Singapore. Dieselbe Maltechnik wandte sie für eine Landschaft aus den frühen 1930er Jahren an. Es ist vermutlich jenes Gemälde, welches vom damaligen Musée du Jeu de Paume in Paris angekauft wurde und welches heute zum Bestand des Centre Georges-Pompidou gehört.
Sie porträtierte auch mehrfach ihren Ehemann, zuletzt in dessen Todesjahr, 1944, als er sich im Hausarrest in Shanghai befand, arretiert von den japanischen Besatzern, mit denen er die Zusammenarbeit verweigert hatte.

## Ausstellungen, Sammlungen

### Gruppenausstellungen (Auswahl)
- 1930 Salon d’Automne, Paris
- 1937 Les femmes artistes d'Europe, Jeu de Paume, Paris
- 1949 Salon d’Automne, Paris (fünfte und letzte Teilnahme)
- 2024 Biennale di Venezia
- 2025 City of Others: Asian Artists in Paris, 1920s-1940s, National Gallery Singapore

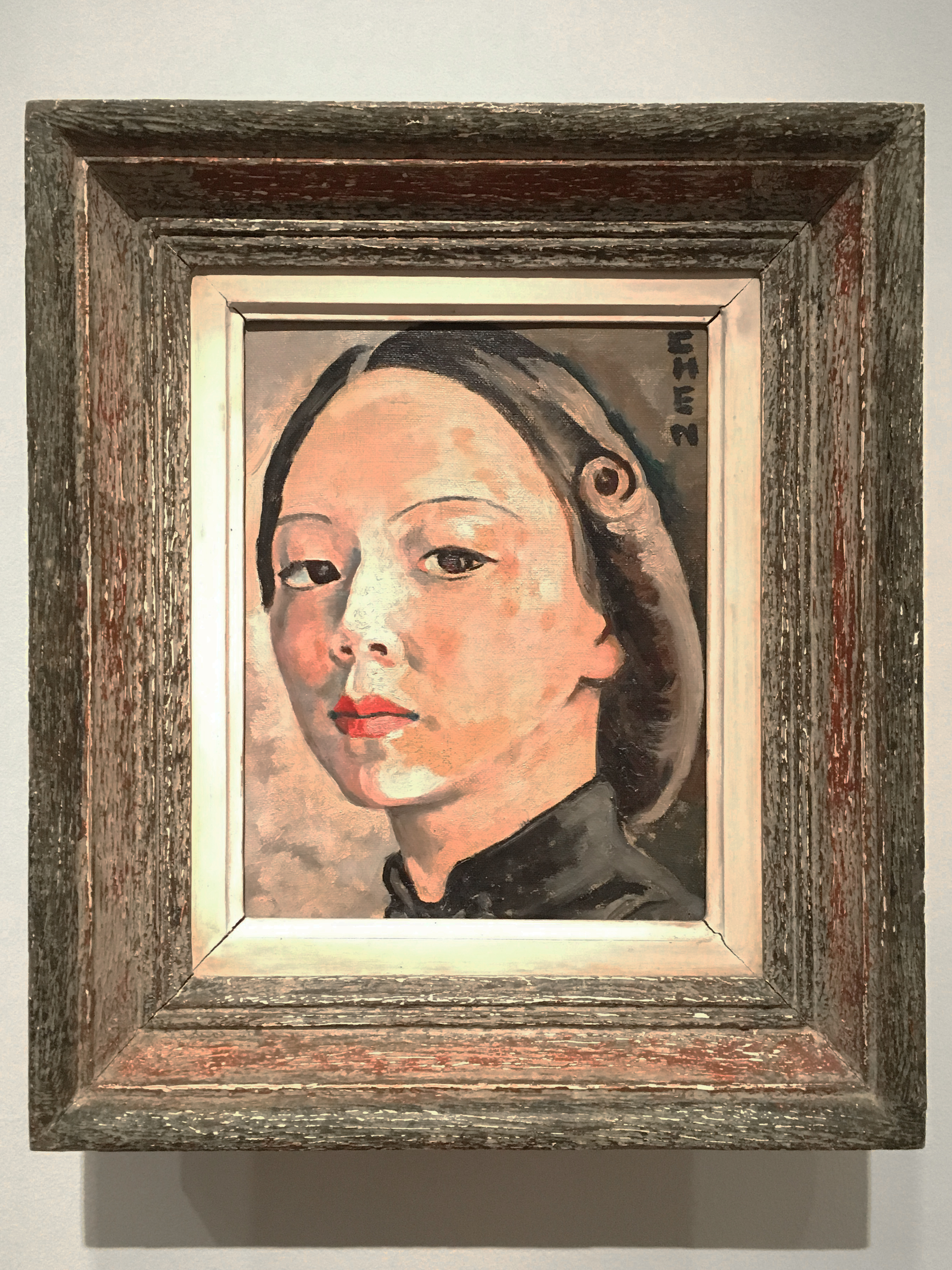
Selbstportrait, 1946, Öl auf Leinwand, National Gallery Singapore

### Einzelausstellungen
- 1936 Galerie Barreiro, Paris
- 1947 Shanghai
- 1949 Asia Institute, New York
- 1950 Paris
- 1953 Chinesische Handelskammer, Singapur
- 1956 British Council, Kuala Lumpur
- 1985 National Museum, Singapur
- 1985 National Art Gallery, Kuala Lumpur
- 1997 Singapore Art Museum
- 2020 At Home in the World, National Gallery, Singapur

### Sammlungen
- Centre Georges-Pompidou, Paris
- National Gallery, Singapur
- Singapore Art Museum

### Auszeichnung
- 1982 Pingat Budaya, Kulturmedaille des Stadtstaats Singapur